# Монолатрия
Монолатрията (на гръцки: μόνος – един, на гръцки: λατρεία – култ) (също така и генотеизъм и катенотеизъм) е митологична система от представи в политеизма, основана на вярата в пантеона на множество богове, но с един бог-лидер, доминиращ по силата на различни причини над останалите. .
Според Мюлер, генотеизма е преходен период в развитието на митологията и религията от политеизъм към монотеизъм, при който в съзнанието на политеиста един от боговете на/в пантеона придобива водаческата роля и значението като качество на „пръв сред равни“, а с течение на времето придобива чертите на Върховен Бог. 
Като нисши свръхестествени сили в митологичен смисъл следва да се разбират обкръжаващите района на плодородния полумесец езически народи, а не вътрешното самостойно развитие на еврейския монотеизъм. 